# Anatoli Krikun
Anatoli Krikun (Tartu, 24 marzo 1948) è un ex cestista sovietico.

## Carriera
Con l'Unione Sovietica ha disputato i Campionati europei del 1967, i Giochi olimpici di Città del Messico 1968) e i Campionati mondiali del 1970.